# 堺市立新金岡東小学校
堺市立新金岡東小学校（さかいしりつ しんかなおかひがし しょうがっこう）は、大阪府堺市北区にある公立小学校。
新金岡団地に立地する。1980年に堺市立新金岡小学校等より分離開校した。

## 沿革
- 1980年4月1日 - 堺市立新金岡小学校、堺市立光竜寺小学校、堺市立大泉小学校の一部を分離統合して、新たに堺市立新金岡東小学校として開校。

## 通学区域
- 堺市北区 新金岡町1丁・3丁・4丁・5丁のそれぞれ一部。

卒業生は堺市立金岡北中学校に進学する。

## 交通
- Osaka Metro御堂筋線 新金岡駅 東へすぐ。